# 功夫旋風兒
《功夫旋風兒》是日本漫畫家蛭田達也連載於講談社《週刊少年Magazine》的日本漫畫作品。
本作完結後，作者陸續推出《新功夫旋風兒 柔道篇》（新・コータローまかりとおる! 柔道編）及《新功夫旋風兒L》（コータローまかりとおる! L）等續篇。

## 故事簡介

### 第一部 功太郎登場
第一卷～第五卷
私立鶴峰學園的頭號問題學生「新堂功太郎」，頂著一頭違反校紀的長髮，每天忙於偷窺女生和四處搗亂，最大的目標是擴展「極端流空手道社」。青梅竹馬的好友「渡瀨麻由美」則是風紀委員會的一員，最大的目標是剪掉功太郎的長髮維護校紀。風紀委員特別機動隊隊長「天光寺輝彥」在追捕功太郎的過程中與功太郎成為亦敵亦友的關係，視功太郎為一生最重要的決鬥對象。
學生會長為了剪掉功太郎的頭髮不惜出鉅額懸賞，使得功太郎被麻由美、天光寺、砂土屋追得團團轉，整個校園也被搞得雞飛狗跳。
另一方面，鶴峰學園內的神秘組織「蛇骨會」也開始蠢蠢欲動了。

### 第二部 克拉公主篇
第五卷～第九卷
吾亞王國的克拉公主來到鶴峰學園留學。功太郎一心一意想得到公主的內褲，因此自願擔當公主的校內護衛，卻意外被捲進王國的政變陰謀中。

### 第三部 Ｄ地區篇
第十卷～第十六卷
功太郎進入鶴峰學園最不良的地帶「Ｄ地區」，意外結識了Ｄ地區高手「如月劍次」。因為傳說中的「蛇骨會的遺產」，功太郎、天光寺、劍次與蛇骨會展開了一場激戰。

### 第四部 格鬥運動大賽 校內賽篇
第十七卷～第二十六卷
功太郎為了被毀掉的極端流道場而與應援團槓上，而應援團也為了重振鶴峰學園武術風氣而挺身而出。團長「鹿斗典善」為功太郎開出了重建道場與1000條內褲的獎品。賽中意外破壞了幽人會的陰謀。最後看功太郎與副團長「後百太郎」展開一場最慘烈的決戰。

### 番外篇
第二十七、二十八卷
剛成為鶴峰學園新生的功太郎結識了無限流空手道社主將「毒河原」，決意加入無限流。壞人禮出井與穴田卻想搶奪無限流而傷害毒河原。功太郎為了保護無限流與為毒河原出氣，而對上他們。

### 第五部 全國高中武術大賽篇
第二十九卷～第三十六卷
功太郎打敗百太郎，獲得資格代表鶴峰學園參加全國武術大賽。大賽內高手輩出，雖然赤岩理事怨恨鹿斗而造成裁判不公，但功太郎仍然憑著實力與「犬島劍兵」、「米俵權佐工門」等全國高手打出精彩的比賽。最後以鹿斗的絕技百人拳及發勁獲得全國冠軍。
| 賽事         | 比賽選手                                               | 結果                       |
| ------------ | ------------------------------------------------------ | -------------------------- |
| 個人賽初賽   | 私立鶴峰學園 新堂功太郎 對 縣立河合高中 松本恭         | 擊倒 新堂功太郎 勝         |
| 個人賽初賽   | 西成工業高校 犬島劍兵 對 ？                            | ３：２ 犬島劍兵 勝         |
| 個人賽初賽   | 熊本第一商業高校 加藤清正 對 ？                        | ３：０ 加藤清正 勝         |
| 個人賽初賽   | 成田山高校 山田成一 對 東北農業高校 米俵權佐工門       | 擊倒 米俵權佐工門 勝       |
| 個人賽二回賽 | 私立鶴峰學園 新堂功太郎 對 黑普栗高校 田中久幸         | 擊倒 新堂功太郎 勝         |
| 個人賽二回賽 | 西成工業高校 犬島劍兵 對 ？                            | ３：２ 犬島劍兵 勝         |
| 個人賽二回賽 | 熊本第一商業高校 加藤清正 對 ？                        | ３：０ 加藤清正 勝         |
| 個人賽二回賽 | 東北農業高校 米俵權佐工門 對 ？                        | ３：０ 米俵權佐工門 勝     |
| 個人賽三回賽 | 私立牌圖利學園 中谷文助 對 私立鶴峰學園 新堂功太郎     | 擊倒 新堂功太郎 勝         |
| 個人賽八強賽 | 富良野學園 土屋伸太 對 私立鶴峰學園 新堂功太郎         | 擊倒 新堂功太郎 勝         |
| 個人賽八強賽 | 西成工業高校 犬島劍兵 對 花白學院 宮本純一             | 擊倒 犬島劍兵 勝           |
| 個人賽八強賽 | 熊本第一商業高校 加藤清正 對 陰保天津高校 ？           | 加藤清正 勝                |
| 個人賽八強賽 | 東北農業高校 米俵權佐工門 對 甲府大學附屬高校 ？       | ３：０ 米俵權佐工門 勝     |
| 個人賽準決賽 | 西成工業高校 犬島劍兵 對 私立鶴峰學園 新堂功太郎       | 犬島劍兵認輸 新堂功太郎 勝 |
| 個人賽準決賽 | 熊本第一商業高校 加藤清正 對 東北農業高校 米俵權佐工門 | 擊倒 米俵權佐工門 勝       |
| 個人賽決賽   | 私立鶴峰學園 新堂功太郎 對 東北農業高校 米俵權佐工門   | 擊倒 新堂功太郎 勝         |

### 第六部 樂團篇
第三十六卷～第四十一卷
新堂家來了新的食客，有名的外國吉他天才「史蒂芬．派依」。好友吉他高手「音美響」也因此被吸引。派依啟發了功太郎的打鼓天份，卻也引來了隱憂「凱撒.拉迪利」及「布拉克」。最後與「皇帝」樂團在東京巨蛋展開撼動人心的音樂決戰。

### 第七部 千葉流篇
第四十一卷～第五十九卷
美化委員會首度出場，委員長「御手洗總司」是個擁有校規免責襟章的男人。功太郎為了麻由美與御手洗展開決鬥。
與御手洗的決鬥再度牽扯出了蛇骨會。為了蛇骨會的遺產，功太郎眼睜睜地看著吉岡惠在自己面前墜落懸崖。
「火納江陽水」完成了與功太郎無憾的決戰，成功打出了一拳必殺。
千葉流的控制日本陰謀牽扯出了金剛流與CIA等背後的勢力，「吉岡達也」、「赤岩心水」、「戴維特．巴納」等人與功太郎展開心機的決戰。「渡瀨真由美」的歌聲則是有著拯救人心的關鍵。

## 登場角色

### 功夫旋風兒

#### 主要人物
新堂 功太郎
早年無版權時期譯名為|許大功|
功夫旋風兒的男主角。私立鶴峰學園高中三年級。留著一頭及腰的長髮。個性相當好色，喜歡偷窺女生、收藏女性內褲等下流行為。
新堂流空手道道場的獨生子，學習武術自稱為「極端流空手道」，在鶴峰學園創立「極端流空手道社」，同時也是極端流空手道社主將。實力堅強，喜歡以輕盈的步伐戲弄對手，對摔角招式也頗有研究，平常打架以踢技為主，但認真戰鬥時便會發揮他過人的力量。喜歡用和對手相同的武術擊敗對方，學習能力超強。
與青梅竹馬的好朋友渡瀨麻由美維持著一種曖昧的關係，雖然互相喜歡但又都不好意思說出口。當麻由美陷入危險時，功太郎的實力就會完全爆發。天光寺輝彥、如月劍次、後百太郎等人都與功太郎保持最佳戰友的關係，每個人都視功太郎為最重要的決鬥對象。鹿斗典善則是如同師父一般的朋友（在武術和好色兩方面），在傳授絕技百人拳給功太郎的時候認為功太郎是自己的傳人，但後來認定功太郎是會超越他的人物，便任由功太郎自由發揮。
技︰極端流空手道、發勁、百人拳、三本貫手、扇影、龍卷扇、龍之顎＋龍之口臭（放屁攻擊）
渡瀨 麻由美
早年無版權時期譯名為|吳德美|
功夫旋風兒的女主角。私立鶴峰學園高中二年級。風紀委員會第七班班長。與功太郎是青梅竹馬的好朋友，住在新堂家道場的隔壁，父親是警視總監，母親已逝。
在故事剛開始總是追著功太郎要剪掉他的長髮，中期以後扮演著功太郎的精神支柱，是唯一可以制服功太郎的人，後來也慢慢地有在學習武術。
技︰雙心
天光寺 輝彥
私立鶴峰學園高中三年級。風紀委員會特別機動隊隊長。是個理著光頭的帥哥，天光寺本人相當堅持頭髮是理光而不是禿頭，因此禿子是絕對不能在天光寺面前講出來的禁語，平常常使用檸檬切片敷臉。學習武術為家傳的「天光流拔刀術」，自詡為武士並且通曉十八般武藝，在全國空手道大賽校內預賽時展現過天光寺空手戰鬥的實力，的確如天光寺所說也是一流的。
故事一開始因風紀委員的身分而與功太郎敵對，了解功太郎實力後認為功太郎是一生中最重要的決戰對手，並且與功太郎成為了時常互相吐嘈的朋友關係。在白玫瑰的洗腦催眠下曾與功太郎進行過生死決鬥，但事後記憶遭紅玫瑰洗去，如今依然耿耿於懷無法與功太郎來場認真的決鬥。
家裏藏刀似乎非常多，天光寺在故事中已經打斷過許多把刀，曾用過的刀有「村生」、「魅雄」。由於學生的身分，平常是把刀收在木製刀鞘內，因此常有人以為天光寺帶的是木刀。不擅長喝酒，喝酒後會發酒瘋開始表演宴會絕技，例︰「天光流御前耍碟術」（用刀尖轉碟子）、「真刀轉地板」。
技︰天光流拔刀術、天光流空手拔刀拳、活人劍、死段刺
如月 劍次
本名如月良美，因為討厭女性化的名字，便自稱如月劍次。修習中國拳法，其中最擅長似乎是太極拳，懂得「發勁」的技巧，拿手武器為九節棍，實力與功太郎及天光寺匹敵。個性認真固執，體質無法接近女色，只要看到女性裸體就會噴鼻血。
原本活動於鶴峰學園的不法地帶Ｄ地區，因為哥哥「如月宏美」在Ｄ地區組織了人妖幫派「中國玫瑰」。
技︰中國拳法、發勁
鹿斗 典善
私立鶴峰學園高中？年級，留級了五十年還沒畢業，似乎以讀高中為樂。應援團團長，統領的應援團是團員數３００的大社團。是個身材矮小的老頭，因為左眼已瞎，平常頭髮是蓋著左眼的。初登場時是連天光寺都敬畏的高手，曾把功太郎打到倒地不起。學習武術自稱為「自由流」，因為矮小的身軀不適合正統的空手道，因此活用本身的靈活與速度練成被稱為邪道的自由流，所會的招式深藏不露。自創「百人拳」，最後選擇將秘訣傳給與自己相似的米俵權佐工門，但功太郎也靠自身的天份領悟了百人拳。
另一身分為「蛇骨會」的創辦者。本身是個難以估計財產的大富翁，私人別墅內有超過千人的美女女僕，並擁有私人直昇機、私人噴射機、私人小島「鹿斗島」、私人電視台。
技︰百人拳、發勁、點穴
後 百太郎
應援團副團長，應援團內實力僅次於鹿斗典善，在鹿斗退學後成為代理團長，依然敬鹿斗為團長。名字讀音同桃太郎，後來被功太郎稱為小桃子。學習武術為正統的空手道，剛入學時曾加入第八空手道社，被鹿斗說只會運動武術，在與功太郎對決時真實體會了武術的感覺。運動神經極好，只學習過空手道，但憑自身的天份領悟了發勁的技巧，實力與功太郎、天光寺等人差不多。
完全尊敬鹿斗典善，認為鹿斗說的都是對的，因此也練了許多沒用的宴會表演而常被取笑，例︰「酒瓶全倒掌」、「酒瓶直直落」。暗戀鹿斗典善的孫女鹿斗尤利榮，但尤利榮和狂死郎正在交往中，因此暗暗地嫉妒他。
技︰空手道、發勁
稻森 狂死郎
大學生。新堂流空手道道場代理師父，因為功太郎的父母常常都不在家，平常是由狂死郎來照顧功太郎的生活起居，但狂死郎也常出門與尤利榮約會，因此功太郎還是常常在麻由美家吃飯。由於要贏過鹿斗典善才能和尤利榮結婚，狂死郎三不五時就會向鹿斗典善挑戰。個性喜歡開宴會，特別喜歡表演色情的宴會絕技，例︰「河童轉盤子」、「尼斯湖水怪」、「大屌高爾夫」。
千葉 摩也（紅玫瑰）
蛇骨會最高幹部兼代理會長。外表是個火辣的美女，實際上是男扮女裝。平常戰鬥習慣用投擲式的飛刀。在第七部表明千葉摩也的身分，與達也為雙胞胎，也是千葉家百年一見的天才，因不想繼承千葉流而離開千葉家，對於自己害達也中毒相當內疚。蛇骨會的紅玫瑰與白玫瑰分別是心臟與頭腦，一直不了解白玫瑰的真正目的到底是什麼，但認定功太郎是可以擊敗白玫瑰的人，便開始暗中協助功太郎。武學是千葉流扇舞，擅長「封心之舞」，此舞能力為操控人的記憶（心理）。
技︰飛刀術、封心之舞、氣殺、扇影、龍卷扇、氣流刃、氣流針
吉岡 達也（白玫瑰）
蛇骨會前最高幹部，現任風紀委員會委員長。在被紅玫瑰驅逐後曾到美國留學兩年，歸國後由於原風紀委員長受傷而接下委員長一職。身分為千葉流扇舞真正傳人，由於曾過繼給遠親吉岡家養育，姓氏便改成吉岡。擅長「傀儡之舞」，是個IQ200的天才，原本也是善良的人，由於吉岡惠的事件而崩潰造成性格扭曲。最後得了癌症，想以傀儡之舞將日本毀滅，但真正的願望只是與摩也和小惠過著快樂的生活。因為癌症治療的關係，得到了無痛症的副作用（抽出痛覺神經）。擅長「傀儡之舞」，此舞之能力為控制人的行為（身體）。
技︰傀儡之舞、扇斬、傀儡扇、天狗扇、風殺扇、龍之顎、扇結界

#### 第一部 功太郎登場
鱈子 一郎
學生會會長。整部漫畫最討厭功太郎的人，常找藉口找功太郎和極端流的麻煩。個性喜歡講冷笑話。
渡瀨 大造
麻由美的父親。日本警視總監。臉上有許多傷疤。由於老婆早逝的關係相當溺愛麻由美，也相當喜歡功太郎，常藉故讓功太郎喝酒，也喜歡和狂死郎一起起鬨在新堂道場開慶祝宴會。
青田、赤井
風紀委員會特別機動隊隊員，常跟在天光寺身邊。有戴眼鏡的是青田。
鬼村 政彥
綽號鬼見愁，示刀流柔術社主將，實際上是蛇骨會幹部之一。功太郎一開始誤以為鬼村練的是柔道，但柔術卻有拳腳攻擊，因此讓功太郎吃了苦頭。
砂土屋 俊兵
風紀委員會第一班班長，第一班別稱「血櫻幫」，手下都是蠻橫份子，砂土屋實際上也是蛇骨會幹部之一。砂土屋左眼已瞎，帶著黑眼罩，內藏有一個彈簧義眼。拿手武器是軟長鞭。為了與天光寺爭風紀委員會最強的稱號而對上功太郎。

#### 第二部 克拉公主篇
克拉．多．格利斯．吾亞
簡稱克拉公主，吾亞王國公主，吾亞王國為中東石油王國之一。個性天真無邪，由於深居宮中，對普通人生活的一切都相當好奇。加入過功太郎的極端流空手道社。一直很期待功太郎來偷自己的內褲。和麻由美長得非常相似，只有頭髮和眼珠顏色不一樣。
鶴峰理事長
鶴峰學園理事長。吾亞王國老國王的同學。相當喜歡功太郎，是鶴峰學園高層裡唯一相當照顧功太郎的人。
安東尼
克拉公主的貼身護衛。身高超過2公尺的巨漢，力量極大，爆發力也很強。喜歡克拉公主，對於任何可能危害克拉公主的事都不允許。
克利斯
克拉公主的護衛。光頭，臉上總是帶著有點奸意的笑容。實際身份是職業殺手，被西多雇來進行篡位的暗殺工作。功夫相當高強，擅長使用拐棍，曾打敗過功太郎一次。第二次交手因心急而敗給功太郎。
西多
吾亞王國的國防大臣。暗中使用手段造成民間對王室的不滿，企圖引起革命，再趁機篡奪王位，曾製造假車禍害死前國王（克拉公主的爸爸）。十分好色，看到較有姿色的女性就會上前搭訕。
雷那魯多．格利斯．吾亞
吾亞王國現任國王，曾經引退，但前國王（老國王的兒子）遭暗殺而再度出面掌權。克拉公主的爺爺。鶴峰理事長的同學。想讓克拉公主在日本接受加冕，以避免激進派的搗亂。將西多殺害前國王的證據藏在克拉公主的內褲裡。
總管
國王最信任的人，但實際上已經被西多軟禁，跟在克拉公主身邊的是假的總管。假總管擅長使用催眠術，催眠術被天光寺的光頭反彈而自食其果。
新堂勘太郎
功太郎的爸爸。真實長相不明，只在功夫旋風兒第八集以模糊的面孔出現及第五十二集以背面出現。新堂流空手道道場館長，但與老婆長期待在美國ＬＡ新堂流道場分部。新堂並非本姓，而是入贅到新堂家改姓新堂。

#### 第三部 Ｄ地區篇
吉岡 惠
吉岡達也的妹妹。綁著馬尾的女孩。Ｄ地區篇結束後直到千葉流篇又再次登場，實際上與吉岡達也並沒有血緣關係，吉岡達也的父親以傀儡之舞操控著小惠的意志，只被當成是為吉岡達也完成傀儡之舞的棋子。喜歡上功太郎而使傀儡之舞逐漸失效。被吉岡派出去搶蛇骨會的遺產而墜落山崖死亡。
如月 宏美
如月劍次的哥哥。Ｄ地區人妖集團「中國玫瑰」的首領。外表看起來是個美豔的女性，實際上是不折不扣的男人。最了解劍次喜歡麻由美的心理，曾經使用手段想促成劍次和麻由美的關係，但了解劍次和麻由美的心意後反而積極推動麻由美向功太郎告白。
師父是李麗華，宏美因為離家出走而在千葉流篇遭師父修理。太極拳的防守招式練得相當精湛，但完全不學攻擊性的招式，因此在武術大會上都是以犯規收場。
砂土屋龍兵
砂土屋俊兵的雙胞胎弟弟。Ｄ地區新興勢力「骷髏族」領導人之一。與俊兵相反，右眼在與流氓打架時被戳瞎，因為遭到父親的差別待遇而把哥哥的左眼挖掉。使用雙鞭。對於親人之間的感情感到相當噁心，只要一講到感情就會嘔吐。
技︰飛燕雙鞭、雙鞭捲龍
無名氏
Ｄ地區新興勢力「骷髏族」領導人之一，從頭到尾都沒提到名字。留著小鬍子。使用西洋劍的高手。最後與天光寺激戰，被天光寺以小刀擊敗。
冒牌貨
想講名字時卻被功太郎阻止了，因此真名不詳，功太郎稱他為冒牌貨。冒充功太郎的名字進入Ｄ地區，卻馬上被揭穿。看過功太郎的功夫後相當崇拜他。Ｄ地區篇後接下食堂阿婆的位置打理Ｄ地區餐廳。
刺蝟阿丈
原本Ｄ地區最大集團「龐克族」的老大。龐克族遭到新興勢力骷髏族毀滅，刺蝟阿丈被功太郎救了之後跟隨功太郎成為嚮導。Ｄ地區篇後跟冒牌貨、大山貓阿仁一起打理Ｄ地區餐廳。
大山貓阿仁
Ｄ地區第二大集團「彭巴族」的老大。在骷髏族興起後曾經組織過Ｄ地區聯盟，但卻遭到背叛。Ｄ地區篇後跟冒牌貨、刺蝟阿丈一起打理Ｄ地區餐廳。
食堂阿婆
Ｄ地區唯一餐廳的管理者，實際上是紅玫瑰在Ｄ地區的掩飾身份，在白玫瑰出現後紅玫瑰就離開了Ｄ地區。

#### 第四部 全國高中武術大賽－校內預賽篇
鹿斗 由利榮
鶴峰學園新任英文老師，極端流空手道社顧問老師。鹿斗典善的孫女。曾經拿下過全美空手道大賽冠軍，實力也相當高。擔任極端流顧問是為了讓極端流可以順利出賽。與狂死郎為情侶。
寺江村 猛美
綽號傑生，Ｄ地區新組織「利布斯」的首領。是個身材魁梧，體重接近200公斤的女性。在Ｄ地區時常戴著像殺人魔傑生般的面具，因而得到綽號。擁有數個男人都無法匹敵的怪力，敗在功太郎手下之後愛上了功太郎，自稱是功太郎的未婚妻。加入極端流參加團體的校內預賽，但每次都攻擊犯規部位而敗戰。
直野 公洋
第七空手道社主將。實際身份為關東幽人會會長的兒子，也是幽人會未來的繼承人。是個為求勝利不擇手段的狠心人物，曾襲擊極端流社員及挑撥極端流與應援團的關係。
直野 小矢次
關東幽人會會長，直野公洋的爸爸。由於兒子及手下屢次找功太郎和麻由美的麻煩，幽人會全體都被麻由美的爸爸抓進警局，幽人會總部也被鹿斗典善炸掉。
春田 英介
應援團團員，被選入代表應援團參加團體戰。上唇留著鬍子，一副大叔樣。在與極端流的決戰被傑生抓住雙腿使用撕腿攻擊(強迫劈腿)而脫臼住院。
夏見 完
應援團團員，被選入代表應援團參加團體戰。隊伍中最壯碩，臉上長雀斑。鹿斗典善暗中指導麻由美而使夏見陷入困境，因傑生再度闖入場中搗亂而使夏見獲得一勝，但夏見也因此住院。
秋山 章次
應援團團員，被選入代表應援團參加團體戰。單眼皮，長得像韓國人。跆拳道的高手，被天光寺以天光流武術擊敗，左腳及胸部骨折住院。
冬木 弘道
應援團團員，被選入代表應援團參加團體戰。眼神銳利。原本被顧問要求故意閃避攻擊與劍次戰成平手，但為了應援團的名譽而與劍次認真戰鬥，被劍次以發勁打倒住院。
大錦 源三郎
兼任應援團顧問及相撲社顧問。因為相撲社輸掉比賽而想要以卑鄙的手段使應援團獲勝，被劍次及功太郎聯手打昏

#### 番外篇
毒河原 剛一
無限流拳法社創立者。外表看起來像個壞人，額頭上有一顆大繭，實際上是個喜歡動物的好人。曾搬家到九州，短暫回到鶴峰學園時決定重新整頓無限流，有「鋼頭」的稱號，但被出獄的穴田打成重傷住院。相當中意功太郎，最後將無限流社團道場交給功太郎。
禮出井
毒河原轉學後佔據無限流成為副將，無限流實際上的操控者，將無限流變成了罪惡聚集地。是個光頭，平常帶著帽子。主要武器是裝有鐵爪的手套，帽子、鞋子、膝蓋等地方也都暗藏有刀片。
穴田
毒河原轉學後佔據無限流成為主將。實際上是個笨蛋，相當聽禮出井的話。也是個光頭，生氣時會爆出青筋，外觀像哈密瓜一樣。食量極大，最重視的東西是他在學校餐廳的一張專用椅，當有人傷到椅子，穴田就會發狂攻擊對方。因曾經把一個人打成重傷而進入少年感化院，出獄後重新回到無限流。頭比毒河原還硬，但遜於功太郎。

#### 第五部 全國高中武術大賽
美麗院 馨
東京地區預賽選手，聖米加學園代表。聖米加學園原本是女校，因此校內男性稀少，美麗院自稱是美男子中的美男子，因此無論做任何事都會被原諒。毫無理由地喜歡麻由美，因此敵視功太郎。自稱修練得是美男子武術，結合了空手道及芭蕾舞，同時也精通點穴。
技︰毒刺．蠍子踢、天鵝湖之腳、黑天鵝之舞、點穴
米俵 權佐工門
全國大賽選手，福島代表，東北農業高中二年級。憨厚的鄉下少年，身材看起來像國小生。在看功太郎與美麗院的對戰錄影帶時喜歡上麻由美，立志要與麻由美結婚。有著讓空手道社都害怕的鐵頭。因為嬌小的身材與極佳的學習力被鹿斗典善看上，學會了百人拳與發勁。
技︰發勁、百人拳
犬島 劍兵
全國大賽選手，大阪代表，西成工業高中二年級。綽號「西成狂犬」，自己流血的時候會特別瘋狂，喜歡打架而且也相當好色，喜歡小純。再與功太郎決戰時顯得特別開心，在使用正拳八段擊時硬揮出第九拳，右手因此重傷。宴會時表演大阪宴會絕技「宇宙超人」、「鹹蛋超人」而被眾人唾棄。
技︰正拳八段擊
真崎 純
西成工業高中空手道社經理。小時候和功太郎、麻由美是鄰居，就讀國小時搬家到大阪。一直喜歡著功太郎，但知道功太郎與麻由美相愛而放棄，後來了解犬島的優點而同意與他交往。
加藤 清正
全國大賽選手，熊本代表，熊本第一商業高中二年級。前一屆武術大會時在盲腸炎的狀況下打進決賽，最後因為醫生制止而棄賽獲得亞軍。眼睛的外型相當惹人發笑。自我訓練到能憑感覺及心眼破解百人拳。
技︰刺槍拳、刺槍之戟
赤岩 嚴水
全國大賽大會常任理事，金剛流空手道武心館副館長。年輕時參加武術大會被鹿斗典善打敗，因此相當敵視鹿斗自由流的武術，想以小手段使功太郎落敗，但最後決賽選手卻是兩個繼承鹿斗百人拳的人。比賽結束後辭去所有職務且消失了，根據赤岩心水的說法是變成以藥物控制的廢人。

#### 第六部 樂團篇
音美 響
功太郎的國中同學，演奏吉他的天才，曾在功太郎的威脅下教過功太郎彈吉他。外型像是少女一樣，但實際上是不折不扣的男孩。由於吉他技巧超越一般樂團水準許多，表演時常搶過主唱的鋒頭，因而得到「主唱殺手」的封號。十分崇拜派依，與功太郎（鼓手）、派依（貝斯）是最完美的搭配。在與功太郎合作打敗凱撒後，和派依及布拉克一同前往洛杉磯發展。第七部時折服於真由美的歌喉，並對真由美展開追求。
史蒂芬．派依
世界少有的演奏天才。功太郎父親的朋友，來日本時借住在新堂家道場。懂日文但不會說，能用電吉他彈出日文交談。前往日本的原因是為了躲避凱薩。第一個發現功太郎卓越節奏感的人，鼓勵功太郎學習打鼓，並與功太郎及響共組樂團，演奏派依夢想的快樂音樂。為了保護響而與凱撒妥協，共組「皇帝」樂團。凱薩輸給響之後，派依重新與響共同發展樂團。
凱撒．拉迪利
冷酷的吉他天才，美國西岸黑幫拉迪利家族的繼承人。有嚴重的種族歧視(白人至上)心理，但對於高強的樂手似乎比較能夠忍受。相當欣賞派依的技巧，成為派依的學生後，因強烈的獨占慾而將其他學生的音樂之路毀了。精湛的速彈技巧有如冰風暴般侵蝕人心，但在聽了響與功太郎溫暖的演奏後，慢慢地改變了凱撒的心境。第七部出場時因意外而喜歡上了日本的芥末與納豆(大量芥末拌納豆的辣納豆)。
索尼．布拉克
天才鼓手，皇帝樂團的真正鼓手，因為是黑人的身份，所以演出時是躲在幕後打擊，幕前則有一名假裝的白人鼓手。使用南美黑人武術「卡波耶拉」的高手，與功太郎戰鬥時因為天生卓越的節奏感而數次佔到上風，因為鹿斗典善的話而內心動搖，被功太郎破壞節奏而大敗。後來與派依、響一同到洛杉磯發展。
查特
凱撒的貼身手下。外型是個陰沉的光頭。常莫名受到凱撒的攻擊，因此鼻子常常都是帶著傷。
菱橋 靖
響常光顧的樂器行的老闆，本身也是一個實力不錯的鼓手。相當照顧實力好的樂手，擁有一幢樂團集訓用的溫泉別墅，曾借給功太郎、響、派依組團練習。
壞人Ａ、壞人Ｂ、壞人Ｃ
功太郎幫他們取的綽號，市內第一的業餘搖滾樂團「水泥火柴」。曾以強迫手段拉響入團而遭功太郎修理，實際演出後發現完全跟不上響的程度而放棄組團。

#### 第七部 千葉流篇
御手洗 總司
美化委員會委員長，吉岡達也委託的代理風紀委員長，專長清掃廁所。留著一頭和功太郎不相上下的長髮，頭髮內藏有許多清掃工具，因為擁有「校規免責襟章」而不需受校規約束。有著異於常人的潔癖，即使邊打架也要邊清掃。敗給功太郎後失去襟章，因此把長髮剪掉，清掃工具則藏在制服的大衣內。後來到了Ｄ地區，決定將Ｄ地區完全清掃乾淨，便成為了Ｄ地區的管理者。
大門 嚴
美化委員會實行隊隊長，專長驅除害蟲。身高超過200公分。暗藏殺蟲劑及鐵製蒼蠅拍，打架時不擇手段，但實力並不強。
渡瀨 真由美
功太郎樂團的主唱，名字日文讀音和麻由美一樣，天光寺稱她為「有毛的真由美」。原本是千葉流傀儡之舞的一員，由於歌聲太出眾而被吉岡達也開除。喜歡功太郎，但又不忍心破壞功太郎和麻由美的感情，因此並沒有向功太郎表白過。最後則是被響感動，和響在一起了。
青木 正則
功太郎樂團的貝斯手，32歲，綽號阿正、小馬。有兩個兒子。平常靠打工維生。是個摔角迷。
野見 新三
功太郎樂團的吉他手，音樂大學學生，綽號阿糊、納米。由於天生容易緊張，只要觀眾一多就會緊張地彈不好吉他。
黑澤
千葉流傀儡之舞的編舞老師，吉岡達也的部下。被赤岩心水收買背叛吉岡達也，想要成為千葉流的掌控人。遭吉岡達也斬頭而死。
瑪莉娃娃
千葉流控制日本的傀儡之舞六人舞蹈團，由於要發揮傀儡之舞必需要有不滿的心，因此藉由她們六人想成為偶像又無法如願的心理跳出傀儡之舞的威力。在戶野陽子被真由美的歌聲吸引後失去作用，遭卡爾洛斯全數殺掉。
戶野 陽子
傀儡之舞瑪莉娃娃六人組的一員。和真由美感情最好。
火納江 陽水
赤岩嚴水的兒子，火納江是母姓，曾經是金剛流武心館四天王之一。所練的空手道完全是殺人武術，打架時專攻人要害。因為使用暗器「萬力鎖」而得到「河童陽水」的稱號。崇拜父親嚴水，由於心水用藥物使嚴水變成廢人，因此認定心水是自己的敵人。擊出最後一次「一拳必殺」後站著死去。
技︰一拳必殺
赤岩 心水
赤岩嚴水的父親，金剛流武心館館長。除了空手道以外，對於政界和商界也有極大的興趣。為了以武道重振日本而與吉岡達也合作。掌控著金剛流地下武鬥「黑稽古」。在兒子嚴水引退後用藥物控制著他。夢想破滅後引爆自宅自殺。
技︰金剛調息
夜死田 白郎
金剛流武心館四天王之一。在黑稽古時從未贏過陽水，因時常打鬥流太多血使體內色素驟減，頭髮因此都變白了。擅長腳的踢技，如刀一般快速且銳利，但仍然不及陽水的功力。被吃飽的功太郎快速打敗。
技︰閃光腳、剃刀腿
茂．伊豆宮
金剛流武心館四天王之一。是個不愛講話的人，留著小鬍子。練琉球暗殺術的高手，使用雙飛鐮。被赤岩心水派去暗殺吉岡達也，反遭斬頭而死。
技︰地走鐮
虛室 非斗志
金剛流武心館四天王之一。長髮且瞇瞇眼的陰沉傢伙。四天王中最低調不受注意的人。擅長暗器攻擊。被陽水打敗掉進食人魚池，但僥倖沒死，變成一個用寫字代替講話的丑角。
技︰口含針
李麗華
如月兄弟的養育人兼師父。中國拳法高手，有「神掌李」的稱號。年輕時曾經與鹿斗典善交戰過數次，被鹿斗學走了運使氣功的方法，對鹿斗有著愛慕之心。
技︰指彈、針灸、還童術
陳秀峰
李麗華的師兄，被稱為「神商陳」。陳氏家族是日本華僑中擁有最大號召力的。對於正義的事義無反顧。
陳巨峰
陳秀峰的兒子。是個食量極大的胖子。暗中與黑幫勾結做毒品的生意，被父親發現後將父親軟禁在地下室。王雲蛇被打敗後，被陳秀峰帶回重新教育。
王雲蛇
香港黑幫毒蛇會二路元帥。練就精湛的蛇形拳，也擅長點穴。被功太郎點到瀉穴而輸了。
戴維特．巴納
駐日大使館外交輔佐官，實際身份是CIA地下特務。在吉岡達也到美國留學時達成協議，協助達也完成傀儡之舞。拔槍速度極快，但還不及達也，遭急速冷凍而死。
申．毛林
巴納的部下。黑澤背叛後由他管理傀儡之舞瑪莉娃娃六人組。行者門一員，猴拳的高手。原本在美國黑幫是一個有名的殺手，手段殘暴，後被CIA地下組織吸收。與功太郎打鬥後暗算功太郎卻被地雷炸死。
卡爾洛斯
巴納的部下。牙齒全部換成鐵製的尖銳假牙。修練格雷西柔術，是種融合柔術、桑勃、摔角、關節技等技巧的武術，又被稱為瘋狂的柔術。瑪莉娃娃六人組是由他處置掉的。輸給功太郎，高傲的鼻子被打扁。
湯姆士．金凱特
美軍駐日基地司令。留著濃密大鬍子的外國人。在鹿斗典善和渡瀨大造前進美軍基地救功太郎槓上，但又是個通人情的老伯。最後和渡瀨大造成為朋友。

### 新功夫旋風兒 柔道篇

#### 極端流柔道部
原本是極端流空手道部，由於功太郎要與伊賀在校內大賽中一決勝負，便將社團名稱改為極端流柔道部。而功太郎與伊賀在大賽中賭的就是極端流道場場地，但現在極端流場地只是一塊空地而已，極端流柔道部練習地點則是三船家柔道練習場。
新堂 功太郎
功夫旋風兒第一男主角。
極端流柔道部主將。因缺席日數過多而遭留級處分，現為四年級學生。空手道高手，穿上柔道服後卻綁著伊賀的黑帶，實際上是柔道初學者，但藉著本身學習的天賦通曉各種格鬥技。
由於功太郎個性喜歡以對手拿手的格鬥技分勝負，因此在柔道篇也沒有太多柔道的表現，反倒常被主審判犯規。
技︰裏當、貓柳、空氣摔（隅落）、河津掛、祕技「乳頭刺」、送襟絞、腕挫十字固、無拍子
渡瀨 麻由美
功夫旋風兒第一女主角。
原風紀委員會第七班班長，因為學生會長的無理要求而暫停風紀委員會職務，改加入極端流柔道部。與功太郎、天光寺同樣因缺席日數過多而遭留級處分，現為四年級學生。為了對付太刀根，和三船舟學習了高專柔道的技巧。最後成功重現了高專柔道的夢幻技巧「十字過肩摔」。
技︰高專柔道、片十字絞、袈裟固、崩袈裟固、橫三角絞、橫四方固定、前崩固、逆十字絞、腕挫逆十字、十字過肩摔
西鄉 三四郎
柔道篇第二男主角。
原第一男子柔道部社員，因為用柔道與醍醐打架而被伊賀開除，被功太郎邀入極端流柔道部，實際上是伊賀認為功太郎更能激發三四郎的實力。一年級新生。擁有腳趾特長的章魚腳及驚人的動態視力。柔道資歷十年，但因為沒有膽量和對手交手而始終是白帶。在陷入半昏迷狀態下會進入無敵模式，透過十年來的嚴格自我訓練使出西鄉四郎的絕技「山嵐」。對於柔道所有的防守技巧都相當純熟，但攻擊技巧相對就少了許多。
技︰山嵐、燕歸來、小外割、單手過肩摔、右手山嵐、移腰
三船 久三（久美）
柔道篇第二女主角。
原第一女子柔道部社員，被功太郎打敗後便決定加入極端流學習空手道，但功太郎卻將社名改為極端流柔道部。奶奶取名為久三，但因為太男性化而堅持自己的名字唸作久美。辮子綁在左邊。只要碰到大型活動就會興奮到睡不著而發高燒，校內大賽時因為是第一次參加社團而堅持要出場。
技︰空氣摔、地獄車、浮落、球車、燕歸來、雙手割
鮫島 春樹
不良少年團體「新宿幫」的老大。鮫島敏樹的兒子。綽號「春哥」，國中時在柔道界的綽號是「皺眉鮫」。心地其實不壞，只是因為父親的關係而有點性格扭曲。在新宿被功太郎打敗後接受邀請加入極端流，一切的努力只是為了得到父親的認同，打敗龍野並展現完美的殘心後得到鮫島的讚賞，最後回到了第十三柔道部。
技︰實戰柔道、逆十字絞、足緘、大外透、燕歸來、小內割、腕挫腕固、袖釣腰、掃腰返
鹿斗 典善
應援團前任團長。休學後又重新入學，現在是一年級新生，不過實際上已經留級50年以上。為了加入極端流，把天光寺及應援團會柔道的人全都打到送進醫院。與功太郎同樣是柔道初學者，但道服上綁的也是黑帶。在柔道篇有越畫越矮的趨勢。由於百人拳及發勁在柔道比賽不適用，大部分時間是扮演丑角的戲份。
技︰朽木飛
後 百太郎
應援團代團長。年級不明，年齡至少20歲。已持有駕照2年，在柔道篇開始可以平穩地開車。由於腦袋過於直來直往，鹿斗說他不適合練柔道，因此在柔道篇大部分時間也是扮演丑角的戲份。也練了新宴會絕技「酒瓶高蹺」、「滾壽司桶」。
技︰裏當、息吹、一號絕技「大外割」、二號絕技「足掃」、三號絕技「大外車（桃太郎颱風）」、四號絕技「掃腰」、五號絕技「大外捲（桃太郎旋風）」、六號絕技「巴投（站立式）」
加麻 常馬
功太郎抓到的廁所蟲，故意用來刺激百太郎候補的身分。

#### 第一柔道部
原本分為第一男子柔道部及第一女子柔道部，由於第一男子柔道部只有伊賀及多古兩個實力派，美杉便提議在校內大賽時合併為第一柔道部共同出賽。
伊賀 稔彥
第一男子柔道部主將。功太郎稱他為魷魚君。平常是一個溫和的老好人，但對於用柔道打架的人絕不寬容。速度可與運動武術的功太郎相比。剛入學的時候意外進入被多古佔據的第一柔道部，由於被功太郎和百太郎的決鬥影響，便決定打敗多古，邀他一起練習柔道。
技︰龍捲過肩摔、單手龍捲過肩摔、裏投、逆袈裟固、背負落
多古 清海
第一男子柔道部副將。功太郎稱他為章魚君。剛入學的時候是個不良少年，收了許多同年級的手下，還佔據了第一柔道社作為不良少年的基地，最後被伊賀打敗而一起認真學習柔道，並成為無話不談的好朋友。
美杉 留美子
第一女子柔道部主將。美杉財團的大小姐。有「秒殺女王」的稱號，柔道比賽都在一分鐘內解決對手。對貓過敏。由於運動超過一分鐘就會開始大量流汗，且散發出強烈的惡臭，所以才會將自己鍛鍊成秒殺女王。
技︰袖釣內股
太刀根 小茉莉
第一女子柔道部主力選手，原第三女子摔角部社員。是個同性戀兼性變態。雖然變態，但摔角技巧和寢技都十分高明。和功太郎常常用舌頭打架。
技︰烏龜翻身、飛機摔、覆蓋擒抱、土耳其摔、腳跟扣摔、股裂、海老固、印第安握殺
井伊 加加麗
原第七女子柔道部主將。由於曾經被美杉打敗，因此是美杉為勁敵。在到第一柔道部找美杉挑戰時被太刀根改造人生觀，成為一號愛人，後來也加入了第一柔道部。
梨元 蝶
第一女子柔道部社員。在校內大賽比賽到一半時轉到廣播社，之後擔任賽況轉播工作。久美的好朋友，個子較矮。
鬼澤 秋
第一女子柔道部社員。在校內大賽比賽到一半時轉到廣播社，之後擔任賽況轉播工作。久美的好朋友，個子較高、小眼睛。

#### 第十三柔道部
別稱第十三「幹架」柔道部，由於教練鮫島的恐怖指導方針而得名。社員的柔道中都帶有摧毀對手的手段。
鮫島 敏樹
第十三柔道部顧問兼教練。社員們私底下稱呼他「鬼鮫」。訓練社員使用毀滅性的實戰柔道。花了許多年的心力研究出橫山作次郎的絕技「天狗摔」，而他認為天狗摔的真相就是總和兩種天狗勝的招式。雖然嚴厲，但相當欣賞醍醐。
技︰實戰柔道、寸勁、天狗摔
醍醐 大悟
原第一男子柔道部社員，由於用柔道打架而被伊賀開除，轉而加入第十三柔道部。對勝利的堅持，使醍醐展現出讓鮫島滿意的殺氣。學會天狗摔，以一年級的身份加入第十三柔道部主力陣容。由於醍醐的天狗摔無法左右開弓，輸給三四郎右側順手的山嵐。在輸給三四郎第二次時重拾了對柔道的熱情。
技︰天狗摔
龍野 真悟
第十三柔道部主將。非常崇拜鮫島，任何對鮫島不敬的言行都會使他暴怒。國中與春樹後便決定加入學習鮫島的柔道，目標是練成真正的武道。對上春樹，以武道和春樹一決勝負，輸給了春樹的殘心，但仍然得到鮫島的認可。
技︰天狗勝、貫手、鎖骨掛、突入絞、袖車絞
野村
第十三柔道部社員。極端流與第十三柔道部打練習賽時出場，和三四郎對打。臉被功太郎塗鴉得很好笑，輸給三四郎的山嵐。
阿津見
第十三柔道部社員。校內大賽第一天時是主力五人之一。受功太郎挑釁而和功太郎打起來，輸了而且被龍野修理。與醍醐爭奪主力位置，被醍醐以天狗摔打敗。
丸山 貫一
第十三柔道部次鋒。力量很大，擅長在摔技之後將對手肋骨壓斷。對上久美，企圖使用犯規技巧時被春樹攻擊，重傷送進醫院，但也賺到一勝。
來間 周作
第十三柔道部中堅。有練過空手道，擅長以打擊方式傷害對手。對上百太郎，空手道無法對百太郎發揮作用，被可怕的直立式巴投解決。
技︰貫手、前踢、迴轉踢、飛十字固、息吹、迴轉後背踢
伊達 治
第十三柔道部副將。擅長關節技，也練過桑勃，特別喜歡聽對手關節折斷時的哀號，是個徹底的變態。被功太郎以關節技反制，重傷住院。
技︰蟹夾、腹踢十字固

#### 帝國柔道部
真紅郎以帝國電子企業的錢與科技堆砌起來的柔道部，上一屆校內大賽的冠軍。主力選手是由各個學校挖角戰績優越的選手過來，而且都被迫留著與真紅郎同樣的髮型。
帝 真紅郎
帝國柔道部主將。帝國電子企業的少爺。留著很長的瀏海，每次說話都要把瀏海用力往上撥。利用大量高科技器材蒐集資料及輔助柔道練習。真紅郎為了奪回與伊賀對戰的機會，與三四郎展開主將驟死賽。
技︰大內割、內股、小外割、體落、巴投、燕歸來
葉町 安雄
帝國柔道部先鋒。前柔道高中聯賽中量級冠軍，原本就讀北海道高中。足技高手，可連續使用許多足部連續技，但對久美卻沒有太大的效果，反被久美打敗。
技︰大外割、送足掃、膝車、出足掃、體落、內股
山本 勝夫
帝國柔道部次鋒。前高中柔道選拔賽冠軍。曾經和春樹比賽過，因此自行訓練暴力柔道，但程度還不及鮫島的實戰柔道。
青柳 魁
帝國柔道部中堅。前高中柔道選拔賽亞軍。擅長寢技，成為麻由美展現高專柔道訓練成果的第一人，敗給麻由美。
技︰橫四方固
鈴木 保並
帝國柔道部副將。平常總是帶著眼鏡，像個只會用電腦的御宅族，但拿掉眼鏡後有著銳利的目光。實際上是個使用打帶跑戰術的傢伙，只靠著讓對手被判指導的積分取勝。最後被急中生智的百太郎打敗。

#### Ａ．摔角俱樂部
Ａ代表arm，別稱「腕力俱樂部」
只野 榮
腕力俱樂部先鋒。對上三船舟，被空氣摔三秒鐘解決。
次野
腕力俱樂部次鋒。對上三四郎，三四郎被功太郎打暈，次野不戰而勝。
蜂高
腕力俱樂部中堅。中堅峰高日文讀音同「忠犬八公」。對上麻由美，由於過於急躁，失去重心而被麻由美摔出去。
亞戶賀 內造
腕力俱樂部副將。名字日文讀音同「背水一戰」。對上鹿斗，鹿斗突然閃到腰，亞戶賀不戰而勝。
祭互乃 千志
腕力俱樂部主將。名字日文讀音同「最後的戰士」。學生腕力大賽重量級冠軍。主將戰對上功太郎，被功太郎以腕力輕鬆解決，雙方都被判犯規敗。代表戰對上三四郎

#### 第十柔道部
小口月世人
第十柔道部次鋒。嘴巴是章魚嘴。對上三四郎，因為長得很搞笑，所以三四郎發揮實力解決了他。

#### 『角』鬥術俱樂部
全體社員都是以相撲選手為目標的社團。五名參賽選手體重總和接近一公噸。
鬼式 二九丸
角鬥術俱樂部先鋒。體重重達290kg，力氣極大，但還略輸功太郎。對上功太郎，被相撲招式「河津掛」打敗。
出羽 文治郎
角鬥術俱樂部次鋒。身高高達222公分。對上百太郎，雖有身高優勢，但被空手道混和柔道打敗。
大野 海
角鬥術俱樂部中堅。對上麻由美，被麻由美的寢技制服，但太刀根意外闖入搗亂，雙方平手收場。
副將
角鬥術俱樂部副將。連名字都沒出現就被發燒的久美秒殺。
布袋 勝治
角鬥術俱樂部主將。五名選手中體重最輕，但也有85公斤。平常看起來是個面帶微笑的好人，但比賽時無法取勝就會生氣變成一張憤怒的臉。練就許多和柔道類似的相撲技巧，而且攻勢相當凌厲，
技︰反璞歸真（佛壇返）、二枚蹴、內掛、掛摔（獨腳七）、單手過肩摔

#### Ｔ．Ｌ．Ｗ同好會
全名Turugamine．Ladies．Wrestling同好會，是女子摔角社團。
久亭 鈴子
ＴＬＷ同好會主將。再與第一柔道部對戰時以先鋒的身份上場，被同樣是摔角高手的太刀根改造人生觀，成為二號愛人，並加入第一柔道部。被三船舟的高專柔道打敗後決定離開重新鍛鍊摔角技巧。
技︰塔克路

#### 三船家
三船家的貓咪們實際上就是蛭田達也工作室裡養的貓咪，長相、姓名、關係等都一模一樣。
三船 舟
久三的奶奶。柔道九段紅帶的高手。久三這個名字就是她取的。和久三長得一模一樣，差別只在於頭髮全白。為了混入極端流進入鶴峰學園而把頭髮染黑，在右邊綁了個辮子已方便和久三辨別。極端流與第十三柔道部比賽時主審逃跑，三船舟便化名為大福老師幫忙判比賽。
技︰空氣摔、無拍子、高專柔道
三船爸爸
久三的爸爸，真實姓名不知。和久三及三船舟長得一模一樣，有留著小鬍子，看起來像是小孩扮成小生。
三船媽媽
久三的媽媽，真實姓名不知。身材高大且壯碩。只要有人愛吃自己煮的菜就會非常開心。
索羅
小貓們的爸爸。是蛭田養的第一隻貓，也是全部的貓裡享有最多特權的。在米拉才三個月大時就讓她懷孕了。
米拉
小貓們的媽媽。三個月大時就懷孕，總共生了五隻小貓。小貓長大後，米拉的體型變成是全家裡面最小的。
Ｔ(T字褲)
小貓裡的大哥。取名為Ｔ是因為鼻子的花紋呈T型。對其他小貓相當霸道。
哞(相撲)
哞是乳名，因為身上的花紋像牛一樣。相撲是長大後的名字，因為身材是所有小貓裡最粗壯的，動作也最緩慢。
米拉摩
長得和米拉非常像。是所有小貓裡最聰明但也最膽小的。
米拉妮
小時候長得像米拉，長大後卻像索羅。興趣是把房子裡的東西叼著到處走。
巧巧
乳名半邊鬚。巧巧是取外語可愛的意思為名。小時候曾經送給蛭田老婆的妹妹養一段時間，因此回到蛭田家後與其它小貓感情不好。

#### 其他
天光寺 輝彥
風紀委員會特別機動隊隊長。與功太郎、麻由美同樣因缺席日數過多遭到留級處分。由於在千葉流篇受到重傷，又被鹿斗典善偷襲，柔道篇大部分時間都在家靜養。柔道二段，有擠下百太郎參賽的危機，因此被百太郎偷襲，功太郎又補了幾腳，所以又再度住院了。
稻森 狂死郎
新堂流空手道場代理師父。柔道篇主要工作依然是搞笑和舉辦慶功宴。練了新的色情宴會絕技「新雞雞體操」
鹿斗 由利榮
極端流顧問老師，不過極端流參賽時並沒有出現。
青田、赤井
風紀委員會特別機動隊隊員。由於天光寺請假在家靜養，兩人便改為跟隨麻由美行動。
加山
醍醐軍團的其中一人，國中時就是醍醐的好朋友，對醍醐最死忠的人。海老中學畢業。原本就和三四郎認識，常欺負三四郎，稱三四郎為小白。醍醐輸了以後被抓進應援團，但又逃了出來。
戶塚
醍醐軍團的其中一人。在圍毆功太郎時拿著從家裡偷出來的武士刀，被功太郎嘲笑要玩刀還早了十年。
鱈子 二郎
現任學生會會長。已畢業的前任學生會長鱈子一郎是他的哥哥。跟鱈子一郎一樣愛講冷笑話，但鱈魚子般的厚嘴唇是用貼上去的道具。
團栗 小郎
講道館柔道八段。三船舟的朋友，特地請來當極端流與第一柔道部決賽的主審。同時也是百太郎看的『好孩子的柔道教室』作者。
主審
名字不明。帶著眼鏡的嚴肅裁判。對於功太郎藐視主審的行為相當反感。雖然講話嚴肅但偶爾也會有搞笑的效果。從一開始就一直由他負責極端流的比賽，在極端流與第十三柔道部比賽時受不了而逃跑了。
鮫島 亞樹
刑事警察，巡察長。鮫島敏樹的女兒，春樹的姊姊。相當沉默寡言的美女，也是個柔道四段的高手，實力比久美還強。除了對春樹說話之外，只說過半個字，因此功太郎還是沒聽到她的聲音。在極端流與第十三柔道部比賽時幫忙擔當副審。
技︰實戰柔道、天狗勝、肩車
小柔鐵金剛
久美最喜歡的柔道卡通主角。
卡拉登加
小柔鐵金剛卡通裡的反派，是個使用空手道的壞人。

### 新功夫旋風兒Ｌ
新堂 功流美（しんどう くるみ）
功太郎的母親。
貨真價實的忍者，為伊賀忍者新堂小太郎的後裔。新堂實際上是其姓氏。其丈夫(功太郎的父親)則為入贅的。

## 出版書籍
| 冊數 | 講談社         | 講談社                 | 東立出版社     | 東立出版社         |
| 冊數 | 發售日期       | ISBN                   | 發售日期       | ISBN               |
| ---- | -------------- | ---------------------- | -------------- | ------------------ |
| 1    | 1983年1月18日  | ISBN 978-4-06-172874-5 | 1993年3月30日  | ISBN 957-34-0157-6 |
| 2    | 1983年2月17日  | ISBN 978-4-06-172876-9 | 1993年3月30日  | ISBN 957-34-0158-4 |
| 3    | 1983年4月14日  | ISBN 978-4-06-172889-9 | 1993年3月30日  | ISBN 957-34-0159-2 |
| 4    | 1983年7月15日  | ISBN 978-4-06-172907-0 | 1993年3月30日  | ISBN 957-34-0160-6 |
| 5    | 1983年9月14日  | ISBN 978-4-06-172917-9 | 1993年3月30日  | ISBN 957-34-0161-4 |
| 6    | 1983年11月16日 | ISBN 978-4-06-172929-2 | 1993年3月30日  | ISBN 957-34-0162-2 |
| 7    | 1984年2月14日  | ISBN 978-4-06-172948-3 | 1993年4月30日  | ISBN 957-34-0163-0 |
| 8    | 1984年6月14日  | ISBN 978-4-06-172961-2 | 1993年4月30日  | ISBN 957-34-0164-9 |
| 9    | 1984年7月13日  | ISBN 978-4-06-172979-7 | 1993年4月30日  | ISBN 957-34-0165-7 |
| 10   | 1984年10月11日 | ISBN 978-4-06-172997-1 | 1993年4月30日  | ISBN 957-34-0166-5 |
| 11   | 1984年12月13日 | ISBN 978-4-06-173013-7 | 1993年4月30日  | ISBN 957-34-0167-3 |
| 12   | 1985年3月15日  | ISBN 978-4-06-173028-1 | 1993年4月30日  | ISBN 957-34-0168-1 |
| 13   | 1985年6月14日  | ISBN 978-4-06-173049-6 | 1993年5月15日  | ISBN 957-34-0160-X |
| 14   | 1985年8月12日  | ISBN 978-4-06-173063-2 | 1993年5月15日  | ISBN 957-34-0170-3 |
| 15   | 1985年11月15日 | ISBN 978-4-06-173089-2 | 1993年5月15日  | ISBN 957-34-0171-1 |
| 16   | 1986年2月13日  | ISBN 978-4-06-173121-9 | 1993年5月15日  | ISBN 957-34-0172-X |
| 17   | 1986年4月16日  | ISBN 978-4-06-173139-4 | 1993年5月15日  | ISBN 957-34-0173-8 |
| 18   | 1986年7月16日  | ISBN 978-4-06-173156-1 | 1993年5月15日  | ISBN 957-34-0174-6 |
| 19   | 1986年9月16日  | ISBN 978-4-06-173174-5 | 1993年10月20日 | ISBN 957-34-0175-4 |
| 20   | 1986年11月17日 | ISBN 978-4-06-173191-2 | 1993年10月20日 | ISBN 957-34-0176-2 |
| 21   | 1987年2月13日  | ISBN 978-4-06-311212-2 | 1993年11月30日 | ISBN 957-34-0177-0 |
| 22   | 1987年4月14日  | ISBN 978-4-06-311230-6 | 1993年11月30日 | ISBN 957-34-0178-9 |
| 23   | 1987年7月13日  | ISBN 978-4-06-311259-7 | 1993年11月30日 | ISBN 957-34-0179-7 |
| 24   | 1987年9月11日  | ISBN 978-4-06-311277-1 | 1993年12月30日 | ISBN 957-34-0180-0 |
| 25   | 1987年11月11日 | ISBN 978-4-06-311295-5 | 1993年12月30日 | ISBN 957-34-0181-9 |
| 26   | 1988年2月12日  | ISBN 978-4-06-311314-3 | 1993年12月30日 | ISBN 957-34-0182-7 |
| 27   | 1988年4月12日  | ISBN 978-4-06-311333-4 | 1994年2月25日  | ISBN 957-34-0183-5 |
| 28   | 1988年6月14日  | ISBN 978-4-06-311354-9 | 1994年3月15日  | ISBN 957-34-0184-3 |
| 29   | 1988年8月11日  | ISBN 978-4-06-311372-3 | 1994年4月10日  | ISBN 957-34-0185-1 |
| 30   | 1988年10月12日 | ISBN 978-4-06-311390-7 | 1994年5月5日   | ISBN 957-34-0186-X |
| 31   | 1988年12月12日 | ISBN 978-4-06-311407-2 | 1994年6月5日   | ISBN 957-34-0187-8 |
| 32   | 1989年3月8日   | ISBN 978-4-06-311429-4 | 1994年6月25日  | ISBN 957-34-0188-6 |
| 33   | 1989年5月15日  | ISBN 978-4-06-311446-1 | 1994年7月30日  | ISBN 957-34-0189-4 |
| 34   | 1989年7月12日  | ISBN 978-4-06-311464-5 | 1994年9月15日  | ISBN 957-34-0190-8 |
| 35   | 1989年9月11日  | ISBN 978-4-06-311482-9 | 1994年10月15日 | ISBN 957-34-0191-6 |
| 36   | 1989年11月13日 | ISBN 978-4-06-311501-7 | 1994年11月10日 | ISBN 957-34-0192-4 |
| 37   | 1990年2月14日  | ISBN 978-4-06-311524-6 | 1995年1月10日  | ISBN 957-34-0193-2 |
| 38   | 1990年4月12日  | ISBN 978-4-06-311547-5 | 1995年1月25日  | ISBN 957-34-0194-0 |
| 39   | 1990年7月11日  | ISBN 978-4-06-311580-2 | 1995年3月10日  | ISBN 957-34-0195-9 |
| 40   | 1990年9月12日  | ISBN 978-4-06-311596-3 | 1995年4月20日  | ISBN 957-34-0196-7 |
| 41   | 1990年12月11日 | ISBN 978-4-06-311620-5 | 1995年4月20日  | ISBN 957-34-0197-5 |
| 42   | 1991年2月13日  | ISBN 978-4-06-311636-6 | 1995年4月30日  | ISBN 957-34-0198-3 |
| 43   | 1991年4月12日  | ISBN 978-4-06-311654-0 | 1995年8月25日  | ISBN 957-34-0199-1 |
| 44   | 1991年7月12日  | ISBN 978-4-06-311686-1 | 1995年9月5日   | ISBN 957-34-0200-9 |
| 45   | 1991年10月11日 | ISBN 978-4-06-311717-2 | 1995年11月15日 | ISBN 957-34-0201-7 |
| 46   | 1992年1月13日  | ISBN 978-4-06-311744-8 | 1995年12月20日 | ISBN 957-34-0202-5 |
| 47   | 1992年3月13日  | ISBN 978-4-06-311761-5 | 1996年1月20日  | ISBN 957-34-0203-3 |
| 48   | 1992年6月15日  | ISBN 978-4-06-311791-2 | 1996年3月10日  | ISBN 957-34-0204-1 |
| 49   | 1992年9月9日   | ISBN 978-4-06-311821-6 | 1996年6月25日  | ISBN 957-34-0205-X |
| 50   | 1992年12月11日 | ISBN 978-4-06-311850-6 | 1996年8月25日  | ISBN 957-34-3654-X |
| 51   | 1993年3月12日  | ISBN 978-4-06-311878-0 | 1996年10月25日 | ISBN 957-34-3667-1 |
| 52   | 1993年6月14日  | ISBN 978-4-06-311908-4 | 1996年11月25日 | ISBN 957-34-3668-X |
| 53   | 1993年9月13日  | ISBN 978-4-06-311935-0 | 1997年1月5日   | ISBN 957-34-3669-8 |
| 54   | 1993年12月13日 | ISBN 978-4-06-311965-7 | 1997年2月10日  | ISBN 957-34-3670-1 |
| 55   | 1994年3月15日  | ISBN 978-4-06-311993-0 | 1997年3月25日  | ISBN 957-34-3671-X |
| 56   | 1994年5月13日  | ISBN 978-4-06-312014-1 | 1997年4月15日  | ISBN 957-34-3672-8 |
| 57   | 1994年8月10日  | ISBN 978-4-06-312040-0 | 1997年7月20日  | ISBN 957-34-3673-6 |
| 58   | 1994年10月14日 | ISBN 978-4-06-312059-2 | 1997年9月20日  | ISBN 957-34-3674-4 |
| 59   | 1994年12月9日  | ISBN 978-4-06-312078-3 | 1997年11月25日 | ISBN 957-34-3675-2 |

### 文庫版
（台灣譯為愛藏版）
| 冊數 | 講談社         | 講談社                 | 東立出版社     | 東立出版社             |
| 冊數 | 發售日期       | ISBN                   | 發售日期       | ISBN                   |
| ---- | -------------- | ---------------------- | -------------- | ---------------------- |
| 1    | 2004年10月8日  | ISBN 978-4-06-360813-7 | 2020年10月22日 | ISBN 978-957-26-5747-8 |
| 2    | 2004年10月8日  | ISBN 978-4-06-360814-4 | 2020年11月20日 | ISBN 978-957-26-5748-5 |
| 3    | 2004年11月12日 | ISBN 978-4-06-360832-8 | 2020年12月21日 | ISBN 978-957-26-5749-2 |
| 4    | 2004年11月12日 | ISBN 978-4-06-360833-5 | 2021年1月21日  | ISBN 978-957-26-5750-8 |
| 5    | 2004年12月10日 | ISBN 978-4-06-360852-6 | 2021年2月25日  | ISBN 978-957-26-5751-5 |
| 6    | 2004年12月10日 | ISBN 978-4-06-360853-3 | 2021年3月26日  | ISBN 978-957-26-5752-2 |
| 7    | 2005年1月12日  | ISBN 978-4-06-360876-2 | 2021年4月26日  | ISBN 978-957-26-5753-9 |
| 8    | 2005年1月12日  | ISBN 978-4-06-360877-9 | 2021年5月24日  | ISBN 978-957-26-5754-6 |
| 9    | 2005年2月10日  | ISBN 978-4-06-360887-8 | 2021年6月21日  | ISBN 978-957-26-5755-3 |
| 10   | 2005年2月10日  | ISBN 978-4-06-360888-5 | 2021年7月23日  | ISBN 978-957-26-5756-0 |
| 11   | 2005年3月11日  | ISBN 978-4-06-360898-4 | 2021年8月23日  | ISBN 978-957-26-5926-7 |
| 12   | 2005年3月11日  | ISBN 978-4-06-360899-1 | 2021年9月23日  | ISBN 978-957-26-5927-4 |
| 13   | 2005年4月12日  | ISBN 978-4-06-360914-1 | 2021年10月22日 | ISBN 978-957-26-5928-1 |
| 14   | 2005年4月12日  | ISBN 978-4-06-360915-8 | 2021年11月22日 | ISBN 978-957-26-5929-8 |
| 15   | 2005年5月12日  | ISBN 978-4-06-360921-9 | 2021年12月23日 | ISBN 978-957-26-5930-4 |
| 16   | 2005年5月12日  | ISBN 978-4-06-360922-6 | 2022年1月21日  | ISBN 978-957-26-7510-6 |
| 17   | 不適用         | 不適用                 | 2022年2月21日  | ISBN 978-957-26-7511-3 |
| 18   | 不適用         | 不適用                 | 2022年3月21日  | ISBN 978-957-26-7512-0 |
| 19   | 不適用         | 不適用                 | 2022年4月18日  | ISBN 978-957-26-7513-7 |
| 20   | 不適用         | 不適用                 | 2022年5月23日  | ISBN 978-957-26-7514-4 |
| 21   | 不適用         | 不適用                 | 2022年6月20日  | ISBN 978-957-26-7515-1 |
| 22   | 不適用         | 不適用                 | 2022年7月22日  | ISBN 978-957-26-7516-8 |
| 23   | 不適用         | 不適用                 | 2022年8月22日  | ISBN 978-957-26-7517-5 |
| 24   | 不適用         | 不適用                 | 2022年9月22日  | ISBN 978-957-26-7518-2 |
| 25   | 不適用         | 不適用                 | 2022年10月27日 | ISBN 978-957-26-7519-9 |
| 26   | 不適用         | 不適用                 | 2022年11月25日 | ISBN 978-957-26-9489-3 |
| 27   | 不適用         | 不適用                 | 2022年12月26日 | ISBN 978-957-26-9490-9 |
| 28   | 不適用         | 不適用                 | 2023年2月2日   | ISBN 978-957-26-9491-6 |
| 29   | 不適用         | 不適用                 | 2023年3月2日   | ISBN 978-957-26-9492-3 |
| 30   | 不適用         | 不適用                 | 2023年4月7日   | ISBN 978-957-26-9493-0 |
| 31   | 不適用         | 不適用                 | 2023年5月8日   | ISBN 978-957-26-9494-7 |

新功夫旋風兒
| 冊數 | 講談社         | 講談社                 | 東立出版社     | 東立出版社         |
| 冊數 | 發售日期       | ISBN                   | 發售日期       | ISBN               |
| ---- | -------------- | ---------------------- | -------------- | ------------------ |
| 1    | 1995年3月14日  | ISBN 978-4-06-312111-7 | 1996年1月10日  | ISBN 957-34-9708-2 |
| 2    | 1995年5月11日  | ISBN 978-4-06-312134-6 | 1996年1月10日  | ISBN 957-34-3709-0 |
| 3    | 1995年8月7日   | ISBN 978-4-06-312164-3 | 1996年6月5日   | ISBN 957-34-3710-4 |
| 4    | 1995年11月10日 | ISBN 978-4-06-312201-5 | 1996年10月15日 | ISBN 957-34-3905-0 |
| 5    | 1996年1月13日  | ISBN 978-4-06-312224-4 | 1997年2月10日  | ISBN 957-34-4239-6 |
| 6    | 1996年3月14日  | ISBN 978-4-06-312246-6 | 1997年4月25日  | ISBN 957-34-4780-0 |
| 7    | 1996年6月14日  | ISBN 978-4-06-312282-4 | 1997年6月15日  | ISBN 957-34-4781-9 |
| 8    | 1996年9月13日  | ISBN 978-4-06-312316-6 | 1997年9月20日  | ISBN 957-34-5535-8 |
| 9    | 1996年12月11日 | ISBN 978-4-06-312352-4 | 1997年12月15日 | ISBN 957-34-5536-6 |
| 10   | 1997年2月14日  | ISBN 978-4-06-312374-6 | 1998年1月15日  | ISBN 957-34-5537-4 |
| 11   | 1997年5月14日  | ISBN 978-4-06-312407-1 | 1998年3月5日   | ISBN 957-34-6400-4 |
| 12   | 1997年8月9日   | ISBN 978-4-06-312441-5 | 1998年4月10日  | ISBN 957-34-6401-2 |
| 13   | 1997年10月15日 | ISBN 978-4-06-312464-4 | 1998年5月20日  | ISBN 957-34-6402-0 |
| 14   | 1998年1月13日  | ISBN 978-4-06-312498-9 | 1998年6月30日  | ISBN 957-34-6403-9 |
| 15   | 1998年4月15日  | ISBN 978-4-06-312534-4 | 1998年9月15日  | ISBN 957-34-7069-1 |
| 16   | 1998年7月15日  | ISBN 978-4-06-312569-6 | 1998年10月15日 | ISBN 957-34-7070-5 |
| 17   | 1998年10月14日 | ISBN 978-4-06-312603-7 | 1999年2月25日  | ISBN 957-34-7310-0 |
| 18   | 1998年12月14日 | ISBN 978-4-06-312629-7 | 1999年4月25日  | ISBN 957-34-7311-9 |
| 19   | 1999年2月15日  | ISBN 978-4-06-312653-2 | 1999年6月20日  | ISBN 957-34-8151-0 |
| 20   | 1999年5月14日  | ISBN 978-4-06-312686-0 | 1999年8月15日  | ISBN 957-34-8152-9 |
| 21   | 1999年8月10日  | ISBN 978-4-06-312724-9 | 1999年11月30日 | ISBN 957-34-8153-7 |
| 22   | 1999年11月15日 | ISBN 978-4-06-312772-0 | 2000年2月20日  | ISBN 957-34-8730-6 |
| 23   | 2000年3月14日  | ISBN 978-4-06-312811-6 | 2000年6月15日  | ISBN 957-37-8731-4 |
| 24   | 2000年6月14日  | ISBN 978-4-06-312846-8 | 2000年9月15日  | ISBN 957-731-209-8 |
| 25   | 2000年9月12日  | ISBN 978-4-06-312880-2 | 2000年12月15日 | ISBN 957-731-210-1 |
| 26   | 2000年12月13日 | ISBN 978-4-06-312912-0 | 2001年3月30日  | ISBN 957-731-905-X |
| 27   | 2001年3月14日  | ISBN 978-4-06-312945-8 | 2001年5月30日  | ISBN 957-731-906-8 |

| 冊數 | 講談社         | 講談社                 | 東立出版社     | 東立出版社         |
| 冊數 | 發售日期       | ISBN                   | 發售日期       | ISBN               |
| ---- | -------------- | ---------------------- | -------------- | ------------------ |
| 1    | 2001年10月15日 | ISBN 978-4-06-313037-9 | 2002年1月25日  | ISBN 986-11-0092-X |
| 2    | 2001年12月17日 | ISBN 978-4-06-313060-7 | 2002年3月20日  | ISBN 986-11-0093-8 |
| 3    | 2002年3月13日  | ISBN 978-4-06-313090-4 | 2002年7月15日  | ISBN 986-11-0375-9 |
| 4    | 2002年7月15日  | ISBN 978-4-06-363128-9 | 2002年10月25日 | ISBN 986-11-0713-4 |
| 5    | 2003年2月14日  | ISBN 978-4-06-363205-7 | 2003年4月25日  | ISBN 986-11-0818-1 |
| 6    | 2003年7月15日  | ISBN 978-4-06-363262-0 | 2003年9月15日  | ISBN 986-11-2362-8 |
| 7    | 2004年2月17日  | ISBN 978-4-06-363339-9 | 2004年4月5日   | ISBN 986-11-2949-9 |
| 8    | 2004年10月15日 | ISBN 978-4-06-363440-2 | 2004年12月5日  | ISBN 986-11-5724-7 |

## 電影
1984年8月4日上映。同時上映《五福星》。

## 外部連結
- （日語）